# Виктор Сапарин
Виктор Степанович Сапарин (на руски: Виктор Сапарин) е руски редактор и писател, автор на произведения в жанровете научна фантастика и хумористична литература. Писал е и под псевдонима С. Сабуров.

## Биография и творчество
Виктор Сапарин е роден на 22 февруари 1905 г. в Москва, Руска империя, в семейство на журналисти. Учи в Московския държавен машиностроителен университет „Ломоносов“. От 1926 г. работи във вестници и списания, публикувайки кореспонденции, есета, фейлетони и научнопопулярни статии.
Участва във Великата отечествена война. След края ѝ работи в печата. От 1946 г. е ръководител в продължение на 20 години на популярното списание „Вокруг света“ и приложението му „Искатель“. Член е на Съюза на съветските писатели.
Дебютира в научната фантастика през 1946 г. с разказа си „Ультраглаз“. През 1949 г. издава първата си повест „Изчезването на инженер Бобров“ и сборника „Удивительное путешествие“. Следват сборниците „Новата планета“ през 1950 г. и „Однорогая жирафа“ през 1958 г., повестите „Голос моря“ и „Поющие пески“ през 1953 г.
Неговите фантастични произведения са насочени към близкото бъдеще и разглеждат въпроси и проблеми свързани с открития и изобретения полезни за социалистическото общество. През 1949 г. в разказа си „Новая планета“ за пръв път използва термина „космонавт“, който става широко използван.
Освен научна фантастика е писал и хумористични разкази, голяма част от които е събрана в сборника „Сбежавший карандаш“.
Виктор Сапарин умира през август 1970 г. в Москва.

## Произведения

### Повести
- Исчезновение инженера Боброва (1948) – издадена и като „День Зои Виноградовой“
Изчезването на инженер Бобров, сп. „Наука и техника за младежта“ (1949)
- Голос моря (1952)
- Поющие пески (1953)
- „Дракон“ идет на выручку (1965)

### Разкази
- Ультраглаз (1946)
- Происшествие в доме № 5 (1946) – издаден и като „Чудесный вибратор“
- Испытание (1946)
- Железное сердце (1946)
- Удивительное путешествие (1946)
- Секрет рыболова (1946)
- Сигнал „Я-17“ (1947)
- Синяя птица (1949)
- Спичка (1949)
- Тайна чёрной крыши (1949)
- Оранжевый заяц (1949)
- Плато Чибисова (1950)
- Об'єкт 21 (1950)
- Спор, Спор (1953)
- Нить Ариадны (1954)
- Невидимият балон, Хрустальная дымка (1955)
- Секрет „семерки“ (1955)
- Однорогая жирафа (1955)
- Вълшебните обувки, Волшебные ботинки (1955)
- Небесная Кулу (1958)
- Последний извозчик (1958)
- Суд над танталусом (1959)
- Последнее испытание (1959)
- Возвращение круглоголовых (1960)
- Исчезновение Лоо (1960)
- Возвращение (1961)
- Прораб Вселенной (1961)
- Пыль приключений (1962)
- Чудовище подводного каньона (1964)
- Лунная рапсодия (1964)
- На осмия километър, На восьмом километре (1966)
- Разговор в кафе (1967)
- Пари (1967)

### Сборници
- Удивительное путешествие (1949)
- Новая планета (1950)
Новата планета, изд.: „Народна младеж“, София (1952), прев. Здравка Колева
- Однорогая жирафа (1958)
- Об'єкт 21 (1960)
- Суд над Танталусом (1962)
- Сбежавший карандаш (1963)